# Ina Kutulas
Ina-Kathrin Kutulas, geb. Schildhauer, meist Ina Kutulas (* 1965 in Magdeburg) ist eine deutsche Autorin.

## Lebenslauf
Ina-Kathrin Kutulas begann während der Schulzeit Gedichte zu schreiben. Es folgten erste Veröffentlichungen (bis 1985 unter ihrem Geburtsnamen Ina-Kathrin Schildhauer) und Preise. 1983 fand sie erstmals Interesse an Nachdichtungen und übertrug seitdem zusammen mit Asteris Kutulas eine Vielzahl von Werken bedeutender griechischer Autoren (Konstantin Kavafis, Giorgos Seferis, Mikis Theodorakis, Jannis Ritsos, Odysseas Elytis etc.) ins Deutsche. Während dieser Zeit konnte sie einige dieser Künstler (Ritsos, Elytis, Theodorakis) auch persönlich kennenlernen. 
Mitte der 1980er Jahre studierte Ina Kutulas an der Kunsthochschule Berlin-Weißensee Textilgestaltung. Seitdem finden Schreiben und bildkünstlerisches Arbeiten parallel statt. 
Zwischen 1987 und 1989 Mitarbeit an der Zeitschrift Bizarre Städte, sowohl als Autorin als auch bei der Konzeption der verschiedenen Bände und im Lektorat. Von 1990 bis 1991 arbeitete sie in der Redaktion des Monatsboulevards Sondeur zusammen mit Asteris Kutulas, Tilo Köhler und Marina Bertrand.
Von 1992 bis 1996 lebte Ina Kutulas am Rand von Athen. Sie entwickelte sich dort zur Prosa-Schreiberin und begann ihren Tagebuch-Roman „Vielleicht Athen - Berlin Vielleicht“ zu schreiben, den sie in Berlin beendete; 1999 erschien das Buch im konkursbuch Verlag Claudia Gehrke (Tübingen), bei dem 1992 auch ihr erstes Buch „Herbstzeitlose“ herausgekommen war. Neben ihrer Tätigkeit als Nachdichterin war Ina Kutulas mehrere Jahre als Projektleiterin für eine Vielzahl von Kinder-Kunst-Projekten tätig, weiterhin vor allem aber als Autorin essayistischer Texte. Von 2005 bis 2006 hielt sie sich erneut in Athen auf. Zusammen mit der Künstlerin Effi Papaioannou gestaltete sie Bilder, Collagen, Plastiken und Art-Journal-Objekte.
2009 und 2010 vornehmlich Arbeit am Buchprojekt „Mikis Theodorakis. Ein Leben in Bildern“ und am Filmprojekt „Mikis Theodorakis. Komponist“ (für ARTE). 2011 realisierte sie anlässlich des 100. Geburtstags von Odysseas Elytis in der Griechischen Kulturstiftung am Wittenbergplatz eine Ausstellung mit zahlreichen ihrer Collagen, die zu Lebzeiten des Dichters Anlass für eine wiederholt rege Kommunikation über die Technik der Collage waren. 
2012 schrieb sie mit Asteris Kutulas das Filmscript zu „Recycling Medea“ und betreute mit ihm dieses Projekt bis zur Fertigstellung des Films im Frühjahr 2014. Parallel dazu entstand das Manuskript für die horen Band 249 mit dem Titel „Sogar dann, wenn jeder Himmel fehlt – Auf der Suche nach einem verlorenen (Griechen)Land“, für den Ina Kutulas zusammen mit Asteris Kutulas die Textauswahl vornahm und u. a. als Autorin Texte zu den Beiträgen von Konstantin Kavafis und Maria Polydouri schrieb.
Von 2014 bis 2018 arbeitete sie als Ko-Autorin und Ko-Produzentin für das Film-Projekt „Dance Fight Love Die – With Mikis on the Road“; sie sichtete dafür außerdem 600 Stunden Filmmaterial und kooperierte während der Filmschnitt-Vorbereitungen vielfach mit der Editorin Cleopatra Dimitriou. Zeitgleich war sie künstlerische Beraterin bei der Entstehung zahlreicher den Film begleitender Satellite Clips, die von Asteris Kutulas und anderen Regisseuren konzipiert und realisiert wurden.
Als Reaktion auf das anhaltende Griechenland-Bashing zwischen 2010 und 2015 gab sie den entscheidenden Impuls zur Gründung des Filmfestivals „Hellas Filmbox Berlin“, das im Januar 2016 Premiere hatte. Zusammen mit Sandra von Ruffin und Asteris Kutulas konzipierte Ina Kutulas die ersten vier „Hellas Filmbox Berlin“-Editionen 2016 bis 2019. Hauptanliegen des Festivals war, eine Brücke der Verständigung zwischen Deutschland und Griechenland zu schlagen, als das Verhältnis zwischen den beiden Ländern empfindlich gestört war. Um dem interessierten deutschen Publikum das umfangreiche griechische Filmschaffen zugänglich machen zu können, wurde auf Anregung und unter der Leitung von Ina Kutulas eine Vielzahl der Filme ins Deutsche übersetzt und untertitelt, was einem größeren Zuschauerkreis ermöglichte, den Filmhandlungen inhaltlich zu folgen und die Realität Griechenlands, gesehen durch die Augen der griechischen Filmemacher, wahrzunehmen. Zusammen mit Sandra von Ruffin und Klaus Salge traf Ina Kutulas auch die Auswahl der Filme für das Schwerpunkt-Thema „Jüdisches Leben in Griechenland“ (2016) und zusammen mit Rafika Chawishe für die Festival-Hommage „Greek Female Filmmakers“ (2017).
Seit 2017 entwickelt Ina Kutulas, zumeist zusammen mit Asteris Kutulas, Eventkonzepte und Drehbücher. 2018 begann die Arbeit am Film „Electra“ und ab 2021 die konzeptionelle Mitarbeit an Asteris Kutulas' Liquid-Staging-Projekten „Electra 21“ und „Medea 21“.
Für das polymediale Ausstellungsprojekt „Mikis Satellites“ gestaltete Ina Kutulas eine Collagen-Serie, die im September 2023 in der Athener Galerie „Metaphor“ ausgestellt wurde.
Anfang 2023 begann Ina Kutulas mit einem umfangreichen Dreizeiler-Projekt, das sie seitdem täglich fortführt. Zwischenzeitlich schrieb und korrespondierte sie zwölf Monate mit zwei „Desired Femal Writers“, die sie zum Projekt eingeladen hatte. Im März 2024 entstand, basierend auf ihren Dreizeilern, das Work in Progress Video-Art-Projekt EGOciety. 365 Dreizeiler der Autorin verbinden sich clipartig mit Impressionen aus den Film-Tagebüchern von Hanna von Beeskow und Asteris Kutulas. Das Projekt wurde erstmals Ende März 2024 im Mirror Room des Kino Babylon in Berlin-Mitte präsentiert, wo EGOciety mehrere Tage im Loop lief. Eine Preview-Premiere hatte zeitgleich „24 hours forever“, ein Video-Art-Projekt von WestBam (Musik), Hanna von Beeskow (Film), Asteris Kutulas (Film) und Ina Kutulas (Texte).
Für verschiedene Konzert- und CD-Produktionen schuf Ina Kutulas mit einer Vielzahl von Nachdichtungen ins Deutsche die Textgrundlage, in Ausnahmefällen schreibt sie Liedtexte auch selbst.

## Veröffentlichungen
- zusammen mit Gottfried Bräunling (Illustrationen): Lyrik. GB Edition, Berlin [1991].
- Ina Kutulas: Herbstzeitlose – 111 Tristichen, Mit Illustrationen von Horst Hussel, konkursBuchverlag Claudia Gehrke, Tübingen 1992.
- Mikis Theodorakis: Die Metamorphosen des Dionysos. Libretto & andere Texte, Mit neun Collagen und einem Text von Ina Kutulas, Herausgegeben, übersetzt und mit einem Essay von Asteris Kutulas; Romiosini Verlag, Köln 1995.
- Ina Kutulas: Vielleicht Athen – Berlin Vielleicht, Mit Illustrationen von Efi Papaioannou, konkursBuchverlag Claudia Gehrke, Tübingen 1999.
- Sogar dann, wenn jeder Himmel fehlt ... Auf der Suche nach einem verlorenen (Griechen)Land. Griechische Literatur (1901 bis 2013) in Neu- und Erstübersetzungen, Zusammengestellt von Asteris und Ina Kutulas, die horen. Zeitschrift für Literatur, Kunst und Kritik, 58. Jahrgang, Ausgabe 249, Göttingen 2013, ISBN 978-3-8353-1235-7.

## Übersetzungen & Nachdichtungen (Auswahl)
- Jannis Ritsos: Chrysothemis. Übertragen von Asteris und Ina Kutulas; Romiosini Verlag, Köln 1988
- Jannis Ritsos: Der Sondeur. Mit Zeichnungen von Trak Wendisch, Übertragen von Asteris und Ina Kutulas, Mit einem Nachwort von Asteris Kutulas; konkursbuch Verlag, Tübingen 1989
- Nikos Engonopoulos: Poet’s corner 18 (deutsch-griechisch). Ausgewählt und herausgegeben von Asteris Kutulas, Übertragen von Ina und Asteris Kutulas; Unabhängige Verlagsbuchhandlung Ackerstraße, Berlin 1993
- Konstantin Kavafis: Die vier Wände meines Zimmers. Verworfene und unveröffentlichte Gedichte. Herausgegeben, übersetzt und mit einem Nachwort von  Asteris Kutulas, Übertragen von Ina und Asteris Kutulas; Hanser-Verlag, München 1994
- Giorgos Seferis: Sechs Nächte auf der Akropolis. Herausgegeben und mit einem Nachwort von Asteris Kutulas, Übersetzt von Asteris und Ina Kutulas; Suhrkamp Verlag, Frankfurt/M. 1995
- Odysseas Elytis: Köder für Niemand. Mit Original-Illustrationen von Gottfried Bräunling und Fränz Dasbourg, Übertragen von Asteris und Ina Kutulas; editions phi, Echternach 1996
- Jannis Ritsos: Deformationen. Gedichte, Texte, Interviews & Begegnungen 1930–1990, Herausgegeben, übersetzt und mit einem Essay von Asteris Kutulas, Übertragen von Asteris und Ina Kutulas, Romiossini Verlag, Köln 1996
- Mikis Theodorakis: Bis er wieder tanzt ... Ein Kreta-Roman. Herausgegeben von Asteris Kutulas, Übersetzt von Asteris und Ina Kutulas; Insel Verlag, Frankfurt am Main 2001
- Jannis Ritsos: Die Rückkehr der Iphigenie. 3 Monologe. Mit Fotos von Steinzeichnungen des Dichters, Übertragen und mit einem Nachwort von Asteris und Ina Kutulas; Inselbücherei, Insel Verlag, Leipzig 2001
- Nikos Engonopoulos: Unterhaltungen mit dem Fahrer verboten. Gedichte aus dem griechischen Surrealismus. Ausgewählt und herausgegeben von Asteris Kutulas, Übertragen von Asteris und Ina Kutulas; Dielmann Verlag, Frankfurt am Main 2001
- Konstantin Kavafis: Familie Kavafis. Herausgegeben und mit einem Nachwort von Asteris Kutulas, Übertragen von Asteris und Ina Kutulas, axel dielmann verlag, Frankfurt/M. 2001
- Dionisis Karatzas: Selbstmord des Reservemonats. Griechische Gedichte über das Meer und die Liebe. Ausgewählt und herausgegeben von Asteris Kutulas, Aus dem Griechischen von Ina und Asteris Kutulas, Zeichnungen von Trak Wendisch, Edition Raute, Görlitz 2010 ISBN 978-3-933777-20-1
- Georgios Neophytou: DNA – Ein Theaterstück. Übersetzt von Ina und Asteris Kutulas 2012 (Uraufführung: Hessisches Staatstheater Wiesbaden & Satiriko Theatro Nicosia, 21. Juni 2012, Wartburg)